# Hopea johorensis
Hopea johorensis là loài thực vật họ Dầu, đặc hữu của Malaysia.